# Nanotermología
La nanotermología es una parte de la física que estudia a nivel molecular los cambios de temperatura, así como la manipulación de la misma, la expresión de un tipo de energía que puede producir la calefacción, la refrigeración o cambios en el estado físico de los organismos que reciben o dan.